# Dietro i suoi occhi
Dietro i suoi occhi è una miniserie televisiva britannica del 2021 ideata da Steve Lightfoot.
È basata sull'omonimo romanzo di Sarah Pinborough.

## Trama
Louise è una madre single, il cui mondo viene sconvolto quando inizia una relazione con il suo nuovo capo, David, e le cose prendono una piega ancora più strana quando viene coinvolta in un'improbabile amicizia con la moglie di lui, Adele.

## Produzione

### Pre-produzione
Il 25 gennaio 2019, Netflix ha ordinato la produzione della serie. Nell'agosto 2019 è stato annunciato che Erik Richter Strand avrebbe diretto la miniserie.

### Cast
Nell'agosto 2019 è stato reso noto che Simona Brown, Eve Hewson, Tom Bateman e Robert Aramayo si erano uniti al cast.

### Riprese
Le riprese principali sono iniziate a giugno 2019 e si sono concluse nell'ottobre dello stesso anno; si sono svolte a Londra e in Scozia.

## Promozione
Il trailer è stato pubblicato il 4 febbraio 2021.

## Distribuzione
La miniserie è uscita sulla piattaforma di streaming Netflix il 17 febbraio 2021.

## Accoglienza

### Critica
Sull'aggregatore di recensioni Rotten Tomatoes la miniserie ottiene il 61% delle recensioni professionali positive, con un voto medio di 5,73 su 10 basato su 36 critiche, mentre su Metacritic ha un punteggio di 54 su 100 basato su 13 recensioni.
La rivista Rolling Stone ha dichiarato: "Il nuovo thriller erotico di Netflix si autodistrugge con una serie di colpi di scena inutilmente folli". Il The Independent ha assegnato alla serie 2 stelle, affermando che "una svolta bizzarra non può compensare le pause sbadiglianti". Anche l'Irish Times ha recensito la miniserie per lo più negativamente, affermando: “Potresti rimanere affascinato. O è possibile che ti chiederai perché hai sprecato sei ore della tua vita ".
Ellen E Jones del The Guardian ha affermato "Chi poteva sapere che il sesso a tre potesse essere così noioso?", dando alla serie una valutazione di 2 stelle.